# John Kiriakou
Ne doit pas être confondu avec Kirikou.
John Kiriakou, né le 9 août 1964 à Sharon en Pennsylvanie, étudie les affaires du Moyen-Orient et le droit à l'université George Washington et est recruté par un de ses professeurs pour intégrer la CIA, comme analyste et enquêteur du Comité sénatorial chargé des affaires étrangères. Il est un ancien consultant sur le sujet du contre-terrorisme d'ABC News et du Huffington Post,. Depuis 2021, il travaille à Sputnik (agence de presse) comme animateur d'émission de radio : Political Misfits.

## Biographie
(décembre 2023).
Le contenu est difficilement compréhensible vu les erreurs de traduction, qui sont peut-être dues à l'utilisation d'un logiciel de traduction automatique.
Il est spécialement connu pour avoir ouvertement discuté la torture fait par le CIA pendant la guerre en terreur. Après que discuté ces faits, il a été accusé pour avoir révélé le nom d'un ancien agent des services de renseignement américains et pour avoir révélé des informations classifiées concernant l'usage de la torture par l'administration Bush durant la guerre d'Irak et la guerre d'Afghanistan. Kirakou a fait un accord de plaidoyer sur des accusations, suivant: Sur le fondement de l'Espionage Act de 1917, utilisé de manière rarissime, Kiriakou a été condamné le 25 janvier 2013 pour avoir divulgué au New York Times le nom d'un agent secret de la CIA, à la peine de 30 mois d'emprisonnement à l'issue d'un procès hyper médiatisé. Il se considère comme un lanceur d'alerte. L'accord de plaidoyer a été sous l'égide l'Intelligence Identities Protection Act de 1982.
Le 16 janvier 2021, le New-York Times rapporte qu’un associé de l’avocat Rudy Giuliani aurait réclamé 2 millions de dollars à John Kiriakou afin de lui obtenir une grâce présidentielle de Donald Trump destinée à lui permettre d’accéder à sa pension annuelle et d’obtenir le droit de porter une arme. Il n’aurait pas accepté cette proposition, jugée exorbitante.